# تپه مزرعه کهک
تپه مزرعه کهک مربوط به دوران پیش از تاریخ ایران باستان است و در شهرستان جعفرآباد، بخش مرکزی، روستای دولت‌آباد واقع شده و این اثر در تاریخ ۹ اردیبهشت ۱۳۸۲ با شمارهٔ ثبت ۸۶۳۵ به‌عنوان یکی از آثار ملی ایران به ثبت رسیده است.